# Wolfsmelkwespvlinder
De wolfsmelkwespvlinder (Chamaesphecia tenthrediniformis) is een vlinder uit de familie wespvlinders (Sesiidae). De voorvleugellengte bedraagt tussen de 6 en 10 millimeter. De soort lijkt zeer sterk op de schijn-wolfsmelkwespvlinder (Chamaesphecia empiformis), sommige taxonomen beschouwen deze soorten als één soort. De soort komt voor in Europa en het Nabije Oosten. Hij overwintert als rups.

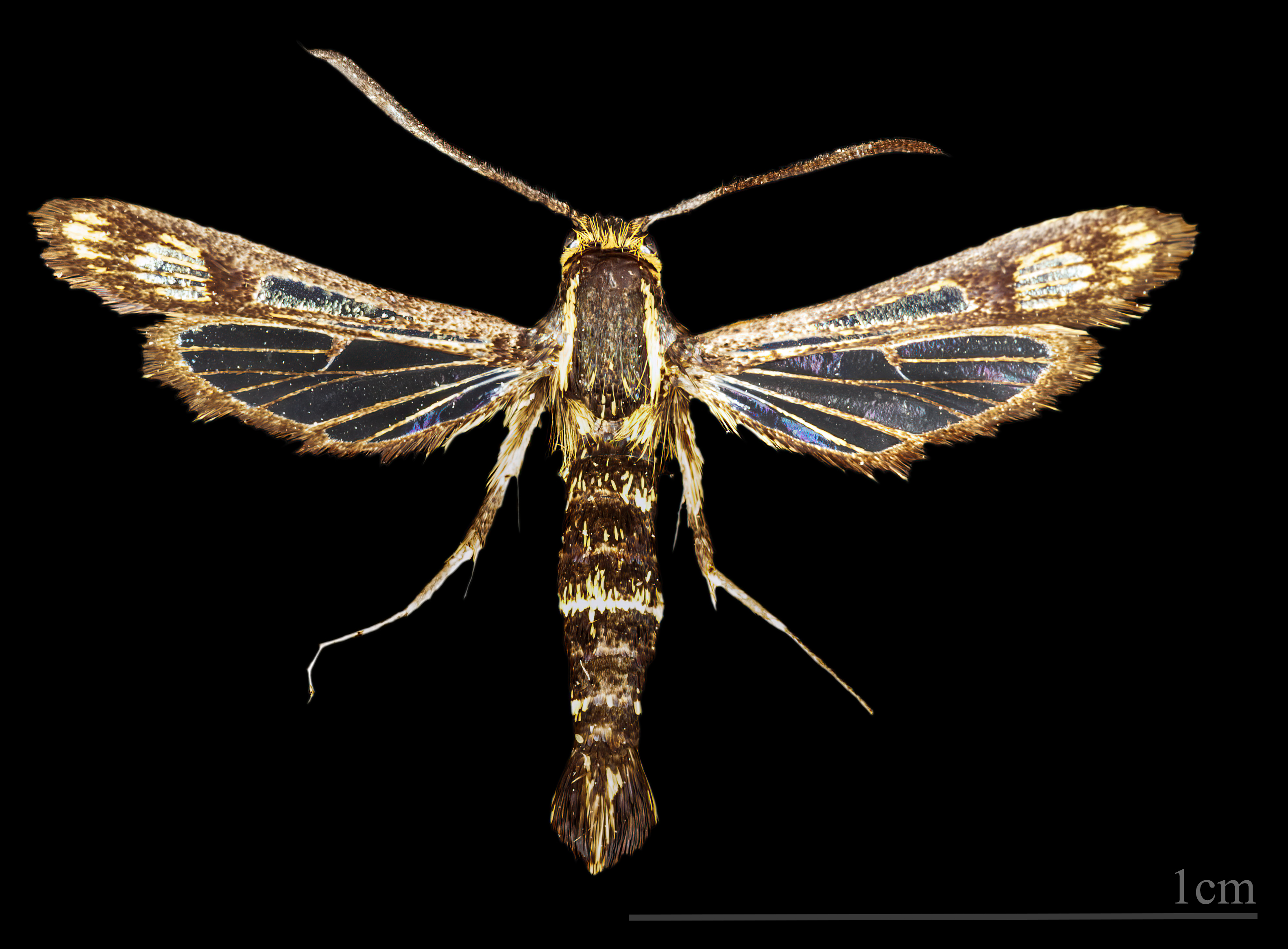
♂
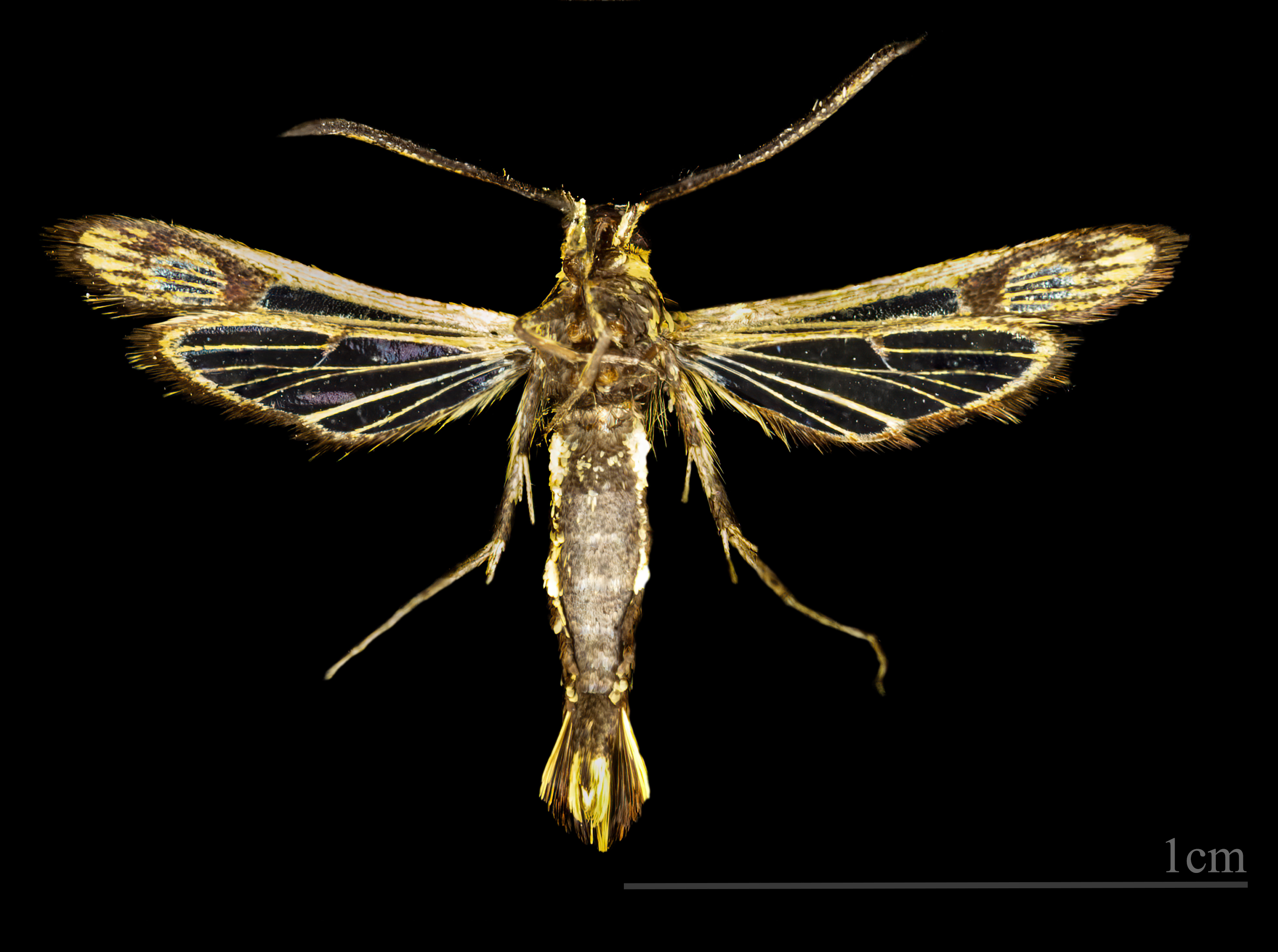
♂ △

## Waardplanten
De wolfsmelkwespvlinder heeft heksenmelk als waardplant.

## Voorkomen in Nederland en België
De wolfsmelkwespvlinder is in Nederland en België een zeer zeldzame soort, die vooral gezien wordt rond de grote rivieren. De vlinder heeft één generatie, die vliegt van halverwege mei tot en met juli.